# Christopher Hill
John Edward Christopher Hill, född den 6 februari 1912 i York, död den 23 februari 2003 i Oxfordshire, var en engelsk marxistisk historiker.
Året efter sin examen 1934 vistades Hill tio månader i Moskva, där han lärde sig ryska och studerade sovjetisk historisk forskning, särskilt gällande Storbritannien. Efter återkomsten till England 1936 arbetade han som lektor i Wales, och vid denna tid försökte han gå med i den internationella brigaden som slogs i Spanska inbördeskriget, men godtogs ej. Istället hjälpte han aktivt baskiska flyktingar som sökt undkomma kriget. Snart därefter, 1938, återkom han till Universitetet i Oxford, där han studerat, som lektor i historia.
Omkring 1940, då han var verksam i brittiska armén, började han publicera artiklar om 1600-talets England, och han deltog i en livlig debatt bland marxistiska historiker. 1946 bildade Hill och andra marxistiska historiker Communist Party Historians Group. Han lämnade kommunistpartiet 1957.

## Verk (urval)
- The English Revolution, 1640, 1940
- Lenin and the Russian Revolution, 1947
- Intellectual Origins of the English Revolution , 1965
- Antichrist in Seventeenth-Century England, 1971
- The World Turned Upside Down: Radical Ideas During the English Revolution, 1972
- Milton and the English Revolution, 1977